# 小野寺なほ
小野寺 なほ（おのでら なほ、1994年8月28日 - ）は日本の元女優、元アイドル。徳島県出身。愛称は“なほにゃん”。元アリスプロジェクト所属。

## 略歴

### 2013年
- 2013年2月14日、アリスプロジェクトに正式に所属。
- 2月21日、アリスプロジェクトの常設劇場「P.A.R.M.S」にアリス嬢として初参加。
- 3月7日、個人ブログ「小野寺なほのにゃんペースな毎日（∂ω∂）」を開設。
- 4月16日、アイドルユニット「ぱー研！」の研究生に選ばれた。青担当。
- 4月26日、フレッシュ撮影会に初出演。
- 5月25日、所属しているアイドルユニット「ぱー研！」のデビュー[1][2][3][4][5]。
- 8月24日、「ぱー研！」の正規メンバーに昇格した[6]。
- 8月28日、19歳の誕生日。
- 8月29日、「P.A.R.M.S」1部において小野寺　なほ生誕祭が開催された[7][8][9][10]。
- 9月1日、「P.A.R.M.S」2部において「トッピング☆ガールズFINAL」の追加メンバーに選ばれた[11]。
- 10月12日、「大つけ麺博」会場特設ステージにて「トッピング☆ガールズFINAL」の初ステージに立った[12][13]。
- 12月10日、「ぱー研！」が年内で解散することが発表されアーマーガールズへの昇格が決まった[14]。

### 2014年
- 2014年1月31日、この日をもってアーマーガールズからの脱退とアリスプロジェクトを辞めることが発表された。

### 2016年
- 2016年10月23日、アイドルグループ「QT♡かぷせる」の『藤田なほ』として活動再開。 担当カラー青。

### 2017年
- 2017年1月、「QT♡かぷせる」を卒業。卒業後はプロの一般人になるとTwitterで記述。
- 2月、天羽希純と上遠野マリカのライブに駆け付けた[15]。

### 2018年
- 2018年、結婚。子供を出産。

## 人物
- 本名：藤木奈帆。
- 小学生からアイドルに憧れている。しかし、夢は俳優になること。
- インターネットでレッスン費等が無料というところに惹かれてアリスプロジェクトに応募した。
- 特技はアイドル鑑賞、バレーボール。
- 好きな食べ物は苺、ラーメン、好きな飲み物はオレンジジュース。
- 好きな色は白とピンク。

## 所属していたユニット
- アイドルユニット「ぱー研!」の青担当。
- アイドルユニット「トッピング☆ガールズFINAL」のメンマ担当。
- アイドルユニット「アーマーガールズ」
- アイドルユニット「QT♡かぷせる」

## 出演

### テレビ番組
- 「PON!」（日本テレビ）

### ネット番組
- 「ふれふれ！」（月刊De☆View、VOICE PUSH！）

## 雑誌
- 「cream」（ワイレア出版）
- 「週刊アスキー」（アスキー・メディアワークス）